# Schwarzer Zucker-Ahorn
Der Schwarze Zucker-Ahorn (Acer saccharum subsp. nigrum), auch Schwarzer Zuckerahorn und Schwarz-Ahorn genannt, ist eine Unterart der Pflanzenart Acer saccharum aus der Gattung der Ahorne (Acer) innerhalb der Familie der Seifenbaumgewächse (Sapindaceae). Er ist in Nordamerika verbreitet.

## Beschreibung

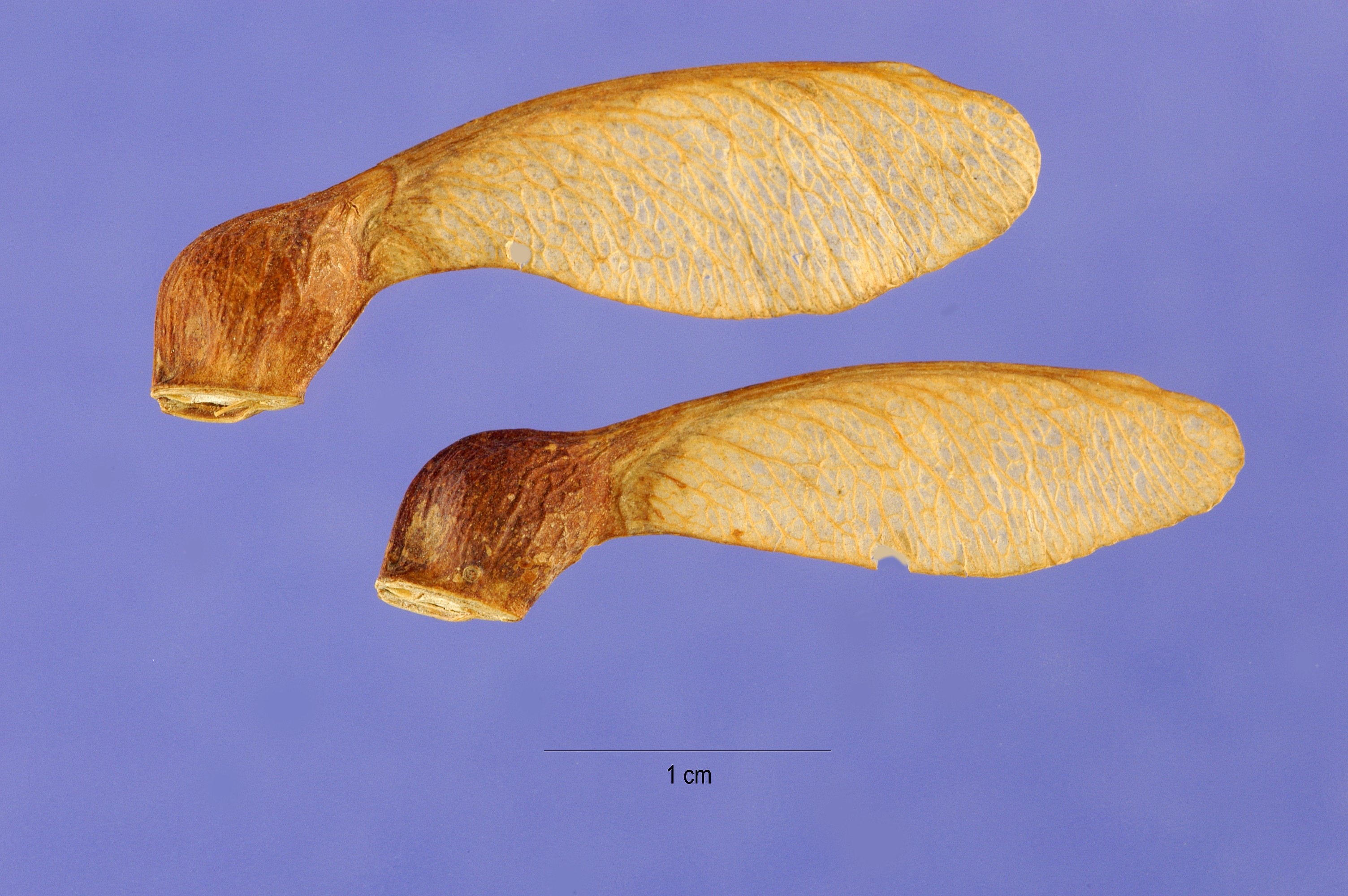
Geflügelte Früchte

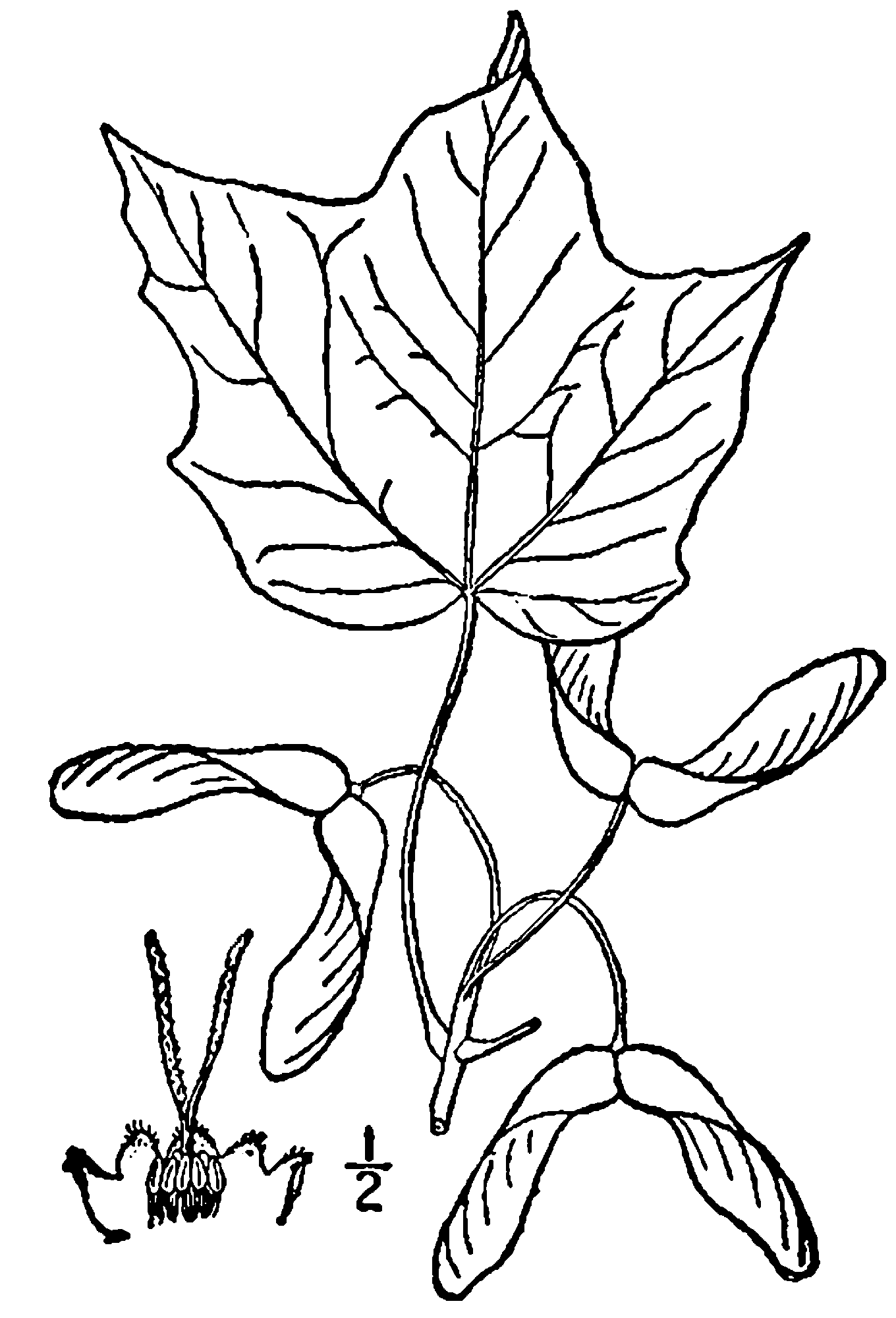
Illustration

### Vegetative Merkmale
Der Schwarze Zucker-Ahorn wächst als mittelgroßer Baum und erreicht Wuchshöhen von etwa 25 Metern. Die Baumkrone ist sehr dicht elliptisch. Die variable Borke ist meist dunkel grau-braun bis schwarz und an älteren Bäumen ist sie gefurcht mit langen, dicken, unregelmäßigen Rissen oder sie ist schuppig. Die dünnen bis mittelstarken Zweige besitzen eine braune, anfangs grau flaumig behaarte, später glänzende Rinde, die hellere Lentizellen aufweist. Die braunen Endknospen sind dick mit scharf spitzigem oberen Ende.
Die gegenständig an den Zweigen angeordneten Laubblätter sind in Blattstiel und -spreite gegliedert. Die einfache Blattspreite ist meist dreilappig, selten fünflappig und ganzrandig. Die großen Nebenblätter sind unterseits flaumig behaart.

### Generative Merkmale
Die hängenden Blütenstände erscheinen gleichzeitig mit den Laubblättern. Die relativ kleinen Blüten sind radiärsymmetrisch mit doppelter Blütenhülle und gelb bis grün.
Die hufeisenförmigen Spaltfrüchte zerfallen bei Reife im Herbst in zwei geflügelte Nussfrüchte.

## Unterscheidung der ähnlichen Unterarten
Im Unterschied zu anderen Zucker-Ahorn-Unterarten sind die Knospen stärker behaart, auch die jungen Zweige und die Blattunterseite sind behaart. Die Blätter sind meist nur dreilappig, die Einschnitte zwischen den Blattlappen sind weniger tief. Die Borke ist dunkler, fast schwarz, und tiefer zerfurcht.

## Vorkommen
Der Schwarze Zucker-Ahorn ist im größten Teil der nordöstlichen USA und im südlichen Ontario in Kanada verbreitet. In Europa wurde er eingeführt.
Er wächst meistens auf feuchten bis nassen, kalkreichen Böden in niedrigen Höhenlagen.

## Systematik
Die Erstbeschreibung erfolgte 1812 unter dem Namen Acer nigrum durch François André Michaux in Histoire des Arbres Forestiers de l'Amerique Septentrionale, 2, S. 238–241, Tafel 16. Nathaniel Lord Britton gab ihr 1889 den Rang einer Varietät in Transactions of the New York Academy of Sciences, Volume 9 (1–2), S. 10. Yves Desmarais gab ihr 1952 den Rang einer Unterart Acer saccharum subsp. nigrum (F.Michx.) Desmarais in Brittonia, Volume 7, Issue 5, S. 382.
Weitere Synonyme für Acer saccharum subsp. nigrum (F.Michx.) Desmarais sind: Acer barbatum var. nigrum (F.Michx.) Sarg., Acer nigrum var. palmeri Sarg., Acer nigrum var. pseudoplatanoides (Pax) Fosberg, Acer nigrum f. pubescens Deam, Acer nigrum f. villosum Deam, Acer palmifolium var. nigrum (F.Michx.) Schwer., Acer palmifolium var. pseuoplatanoides (Pax) Schwer., Acer palmifolium f. truncatum Schwer., Acer palmifolium f. villosum Schwer., Acer saccharinum var. nigrum (F.Michx.) Torr. & A.Gray, Acer saccharophorum var. nigrum (F.Michx.) J.Rousseau, Acer saccharophorum f. palmeri (Sarg.) J.Rousseau, Acer saccharum var. palmeri (Sarg.) A.E.Murray, Acer saccharum var. pseudoplatanoides Pax, Saccharodendron nigrum (F.Michx.) Small.
Die Unterart Acer saccharum subsp. nigrum (F.Michx.) Desmarais gehört zur Art Acer saccharum Marshall aus der Serie Saccharodendron in der Sektion Acer innerhalb der Gattung Acer. Bei vielen Autoren gilt Acer nigrum F.Michx. als eigene Art.

## Nutzung
Der Schwarze Zucker-Ahorn wird ähnlich dem Zucker-Ahorn genutzt, um Ahornsirup herzustellen. Auch sein Holz findet Verwendung.